# Listă de pictori estoni
Aceasta este o listă de pictori estonieni.

## A
- Adamson-Eric (Erich Adamson, 1902-1968)
- Jüri Arrak (1936)

## B
- Paul Burman (1888-1934)

## K
- Johann Köler (1826-1899)
- Mark Kostabi (Kalev Mark Kostabi, 1960)

## L
- Ants Laikmaa (1866-1943)

## M
- Konrad Mägi (1878-1925)
- Lydia Mei (1896-1965)
- Natalie Mei (1900-1975)

## O
- Evald Okas (1915)
- Eduard Ole (1898-1995)

## P
- Tiit Pääsuke (1941)
- Enn Põldroos (1933)
- Kaljo Põllu (1934)

## S
- Michel Sittow (1469-1525)

## T
- Nikolai Triik (1884-1940)